# Bell e Sebastião
Bell e Sebastião (名犬ジョリィ, Meiken Jorī, Jolly o famoso cão) é uma série de anime adaptada do romance Belle et Sébastien da autora francesa Cécile Aubry. A série estreou no canal japonês NHK entre 7 de abril de 1981 até 22 de junho de 1982. É constituída por 52 episódios e foi uma co-produção entre MK Company, Visual 80 Productions e Toho Company Ltd. Toshiyuki Kashiwakura foi o escritor e os desenhos dos personagens foram feitos por Shuichi Seki. O show foi transmitido na televisão francesa e japonesa em 1981, e em Portugal foi emitido em 1983 no canal RTP.
Este anime usou muitos funcionários das franquias da Nippon Animation e World Masterpiece Theater, e assim, a aparência é semelhante a de uma produção WMT embora em si própria, a Nippon Animation não estava envolvida com esta série.

## Enredo
A série é sobre as aventuras baseadas nas montanhas de um jovem rapaz chamado Sebastião e seu Cão de montanha dos Pirenéus Bell que vivem em uma pequena aldeia na França. Sebastião não tem amigos porque ele é provocado pelas outras crianças por não ter uma mãe. Mas um dia, ele encontra um cão branco e gentil que foi falsamente acusado de crimes terríveis. Ele nomeia de Bell e eles se tornam os melhores amigos. Para salvá-lo de um destino injusto, Sebastião deixa sua família adotiva e começa a viajar com Bell e seu cão pequeno Puchi. Eles vão viver muitas aventuras como enganar a polícia e procurar a mãe perdida de Sebastião.

## Personagens
Sebastião
Sebastião é um menino de 7 anos de idade de uma pequena aldeia na França. Desde que ele nasceu, ele foi viver com seu avô adotivo, Cecil, e Anne-Marie. Sebastião é bem-humorado e cheio de energia, mas as crianças da cidade provocam ele, porque ele não tem uma mãe real. Os desejos mais profundos de Sebastião são encontrar sua mãe e ter um bom amigo.
Bell
Bell ("Jolly" na versão japonesa) é um grande branco Cão de montanha dos Pirenéus que fugiu para o interior da França. Ela é gentil e bondosa, mas suas tentativas de ajudar os necessitados são mal compreendidos. Ela é rotulada como o "O Monstro Branco" e a polícia estão constantemente em sua cauda.
Puchi
Puchi é um cachorrinho que monta no bolso de Sebastião. Embora Puchi esteja sempre latindo e se metendo em encrenca, ele é um bom amigo de Sebastião e Bell.
Vô Cecil
Cecil teve Sebastião como um bebê e age como seu avô adotivo. Ele é um mentor amoroso que ensina Sebastião tudo o que sabe sobre as montanhas e o deserto.
Anne-Marie
Anne-Marie é a neta biológica de Cecil. Ela ajudou a cuidar de Sebastião desde que ele nasceu, e se imagina como sua mãe, apesar de ter a idade de uma irmã mais velha na melhor das hipóteses. Ela adora o Sebastião profundamente, mas muitas vezes é super protetora e um pouco dura.
Isabel
Isabel é a verdadeira mãe de Sebastião, e viaja como cigana. Ela foi contra o código de cigana e se casou com uma pessoa de fora, mas ele morreu antes que ela entregasse o filho. Isabel teve seu bebê secretamente nas montanhas, e prometeu voltar para ele um dia, quando seu povo fosse capaz de entender.
Sarah
Sarah é uma menina doente, solitária, Sebastião encontra ela em sua jornada. Tanto Sarah e Sebastião ao longo do tempo tentam fazer amigos da sua idade para brincar, e eles rapidamente se tornam próximos. Sarah reaparece várias vezes durante a jornada de Sebastião para dar uma mãozinha.

## Dobragem Portuguesa
- Sebastião - Ermelinda Duarte
- César - Pedro Pinheiro
- Angelina - Manuela de Freitas[5]